# Fonscochlea zeidleri
Fonscochlea zeidleri é uma espécie de gastrópode  da família Hydrobiidae.
É endémica da Austrália.